# Home Volume IV: Bright Eyes & Britt Daniel
A Home Volume IV: Bright Eyes & Britt Daniel a Bright Eyes és a Spoon együttes frontembere, Britt Daniel split lemeze, amelyet 2002. július 11-én adott ki a Post-Parlo Records a Home sorozat negyedik darabjaként.
Az alkotásból eredetileg mindössze 2000 darabot publikáltak, melyek mindegyike fehér, kézzel készített kartonban, kézzel számozva készült el, majd 2004-ben újra kiadták, ám a megnövekedett igények miatt már egy bordóvörös intarziájú, egyszerű műanyagtokban.

## Számlista
| 1.    | Spent on Rainy Days                | Conor Oberst | 2:07 |
| 2.    | You Get Yours                      | Britt Daniel | 3:11 |
| 3.    | Southern State                     | Conor Oberst | 4:49 |
| 4.    | Let the Distance Bring Us Together | Britt Daniel | 3:24 |
| 13:31 |                                    |              |      |

## Közreműködők
- Conor Oberst – ének, gitár, basszusgitár, ébresztőóra
- Britt Daniel – ének, gitár, basszusgitár, csörgődob
- Mike Sweeney – dob
- Stephen Pedersen – Atari gitár

## Fordítás
Ez a szócikk részben vagy egészben  a   Home Volume IV című angol Wikipédia-szócikk ezen változatának fordításán alapul.  Az eredeti cikk szerkesztőit annak laptörténete sorolja fel. Ez a jelzés csupán a megfogalmazás eredetét és a szerzői jogokat jelzi, nem szolgál a cikkben szereplő információk forrásmegjelöléseként.